# Pfarrkirche Oberhofen am Irrsee

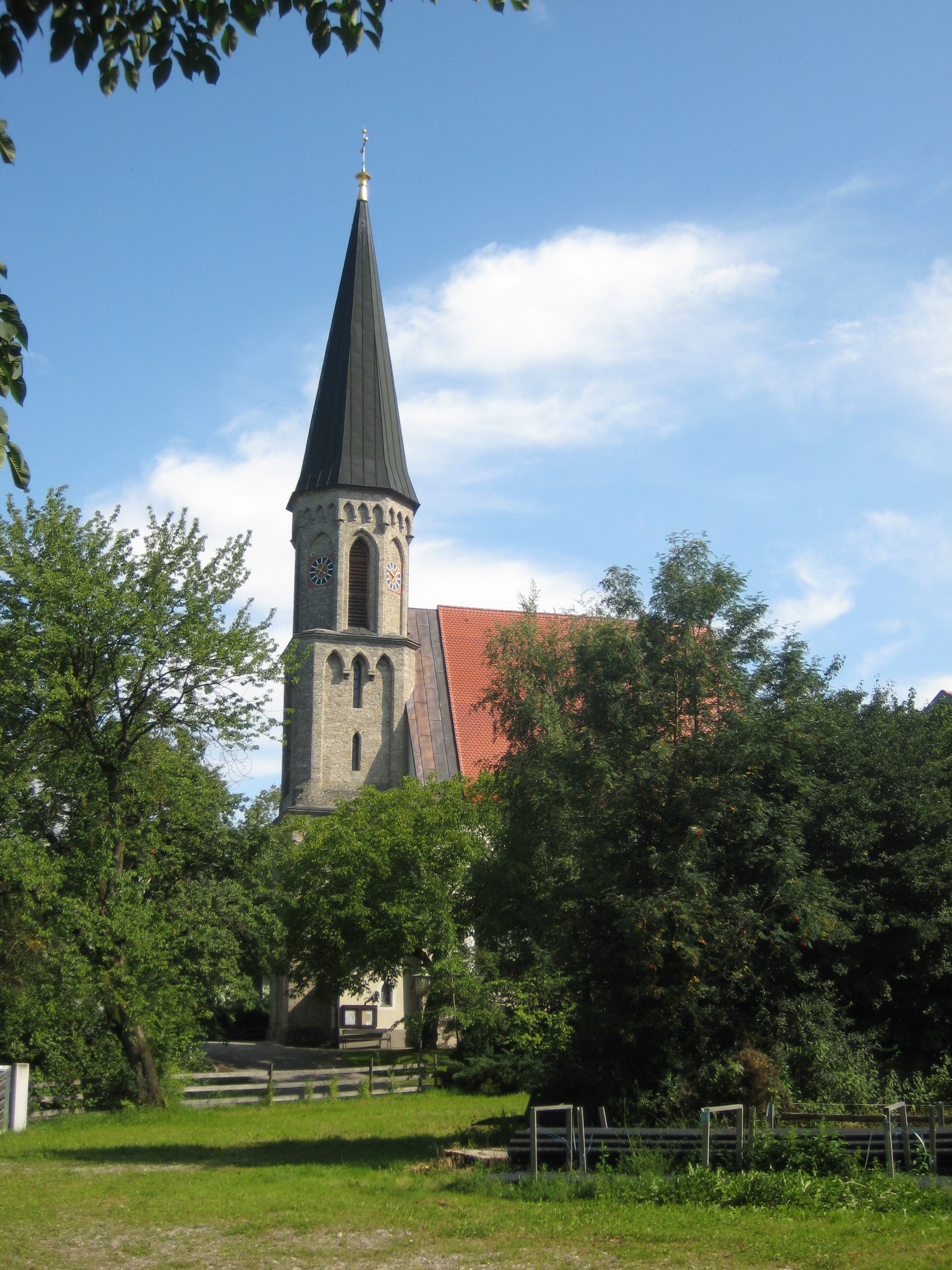
Katholische Pfarrkirche Hll. Vierzehn Nothelfer bzw. hl. Blasius in Oberhofen am Irrsee

Die römisch-katholische Pfarrkirche Oberhofen am Irrsee steht in der Gemeinde Oberhofen am Irrsee im Bezirk Vöcklabruck in Oberösterreich. Sie ist den Heiligen Vierzehn Nothelfern – insbesondere dem heiligen Blasius – geweiht und gehört zum Dekanat Frankenmarkt in der Diözese Linz. Das Bauwerk steht unter Denkmalschutz (Listeneintrag).

## Geschichte
Der gotische Kirchenbau stammt aus der ersten Hälfte des 15. Jahrhunderts. Er ist mit Ausnahme des Turmes im Wesentlichen unverändert geblieben. 

## Architektur
Kirchenäußeres
Der Westturm wurde in den Jahren 1690 bis 1693 errichtet. Er wurde im 19. Jahrhundert erneuert und mit einem Spitzhelm versehen. Das spätgotische Sakristeitor und das Kirchenportal stammen aus dem Jahr 1679.
Kircheninneres
Die Kirche ist eine spätgotische, einschiffige Kirche mit drei Schiffsjochen. Darüber befindet sich ein Netzrippengewölbe, das auf eingezogenen Strebepfeilern ruht. Das Kirchenschiff geht übergangslos in den 5/8-Schluss des Chores über. Die Sakristei ist spätgotisch und wurde 1692 erweitert.

## Ausstattung

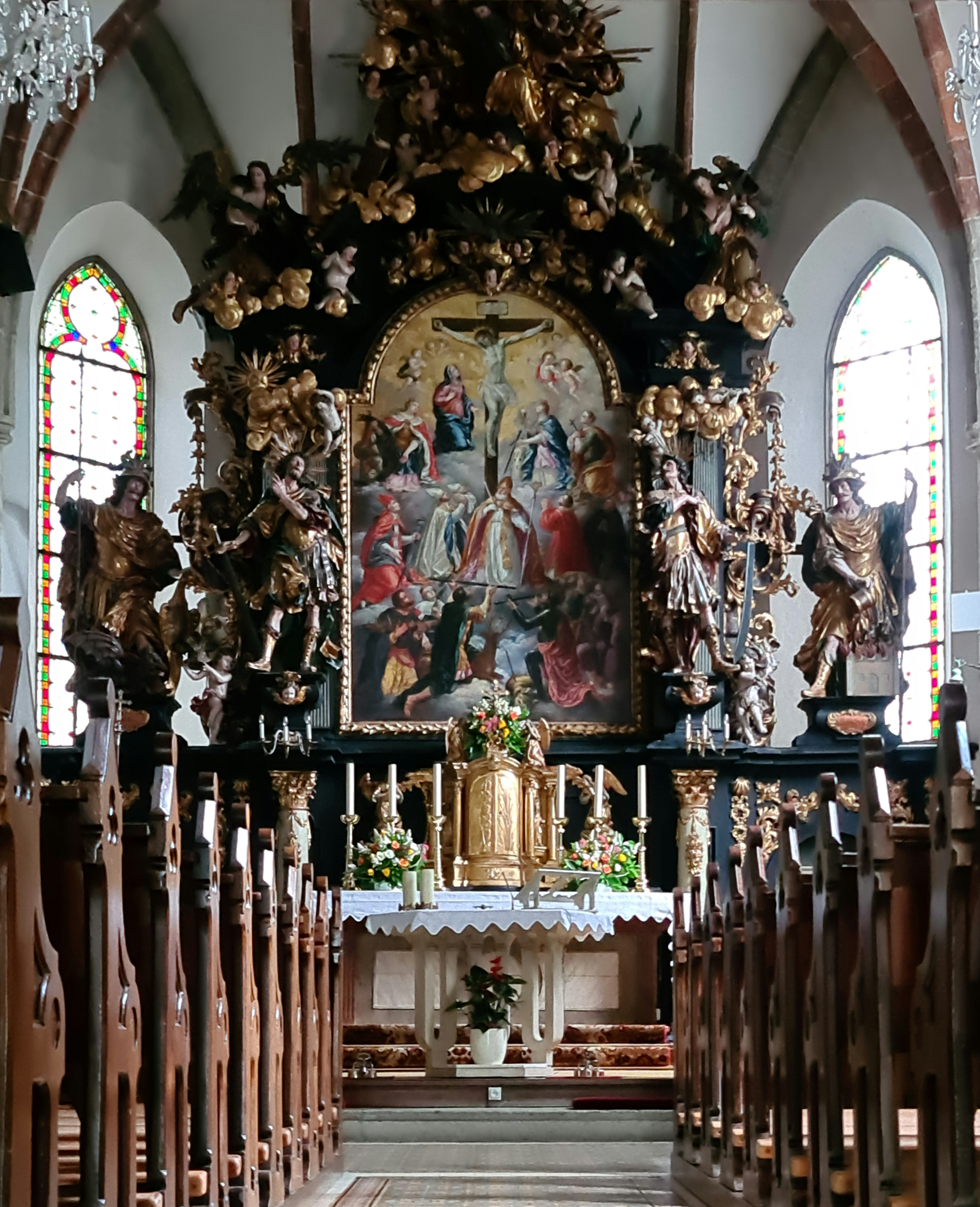
Hochaltar

Die barocke Ausstattung ist bemerkenswert. Sie stammt von Meinrad Guggenbichler. Der Hochaltar wurde 1712 errichtet. Das Altarbild malte Johann Friedrich Beretti. Die beiden flankierenden Statuen des heiligen Georg und des heiligen Florian wurden 1854 neu geschnitzt. Die Seitenaltäre, die Kanzel und das Oratorium entstanden in der Werkstatt Guggenbichlers im Jahr 1712. Sie sind wichtige Werke für Guggenbichlers überschäumenden Spätstil und seine Farbigkeit. Das Gemälde „Beweinung Christi“ ist mit 1517 datiert und stammt aus dem Salzburger Raum. Es hängt in einem barocken Rahmen aus der Werkstatt Guggenbichlers und wurde 1948 restauriert. Das gotische Gemälde der Vierzehn Nothelfer entstand um 1500 und weist bayerischen Einfluss auf. An der Orgelempore befinden sich drei Gemälde mit gut geschnitzten Rahmen aus den 1740er Jahren.